# ليون فوكو
جان برنار ليون فوكو (بالفرنسية: Jean Bernard Léon Foucault)‏ هو عالم فيزياء فرنسي عرف بفضل اختراعه لرقاص فوكو، وهو جهاز يوضح تأثير دوران الأرض. أجرى أيضًا قياسًا مبكرًا لسرعة الضوء واكتشف التيارات الدوامية، ومع أنه لم يخترع الجيروسكوب إلا أنه من أعطاه هذا الاسم.

## النشأة
ولد فوكو لناشر في باريس في 18 سبتمبر، 1819. دراسته ما قبل الجامعية كانت منزلية في معظمها، درس الطب بعد ذلك، الذي تخلى عنه متجهًا إلى دراسة الفيزياء بسبب خوفه من الدماء (فوبيا الدم). وجه اهتمامه أولًا إلى تطوير عملية لويس داجير التصويرية. ولثلاث سنوات كان مساعدًا تجريبيًا لألفرد فرانسوا دونيه (1801-1878) في محاضراته في التشريح
بالاشتراك مع هيبوليت فيزو أجرى سلسلة من التحقيقات حول شدة ضوء الشمس، بالمقارنة مع الكربون في مصباح قوسي، والكلس في لهب أنبوب نفخ أوكسيدروجين؛ وأجرى اختبارات على تداخل الآشعة تحت الحمراء، وأجرى اختبارات حول الاختلاف الواضح في أطوال مسارات آشعة الضوء؛ والاستقطاب اللوني للضوء.

## شبابه
في 1850، أجرى تجربة لقياس سرعة الضوء باستخدام جهاز فيزو-فوكو، أصبحت التجربة معروفة باسم تجرب فيزو-فوكو، وعرضت على أنها دقت المسمار الأخير في تابوت نظرية انبعاث الضوء التي عمل عليها نيوتن، وذلك بعد أن بينت التجربة أن الضوء يسير في الماء بسرعة أقل مما يسير في الهواء.
في 1851، عرض أول برهان تجريبي لدروان الأرض حول محورها. وقد حقق ذلك بعرض دوران مسطح اهتزاز بندول طويل وثقيل معلق في سقف مقبرة العظماء في باريس. جذبت التجربة اهتمامًا شديدًا من المجتمعات العلمية وعامة الناس، وعلقت رقاصات فوكو في المدن الكبرى في أوروبا وأمريكا حيث جذبت الحشود. في السنة التالية، استخدم وسمى الجيروسكوب لأنه كان برهانًا أسهل تجريبيًا من ناحية المفهوم. في 1855، نال وسام كوبلي من الجمعية الملكية من أجل "أبحاثه التجريبية البارزة جدًا"، وفي وقت مبكر من هذه السنة أصبح فيزيائيًا في المرصد الإمبراطوري في باريس.
في عام 1857 قام باختراع حمل اسمه و يدعى (polarizer) أي المرشح الاستقطابي  وفي السنة التالية ابتكر وسيلة لاختبار مرآة تلسكوب تعكس الشكل المحدد.

## سنواته الأخيرة

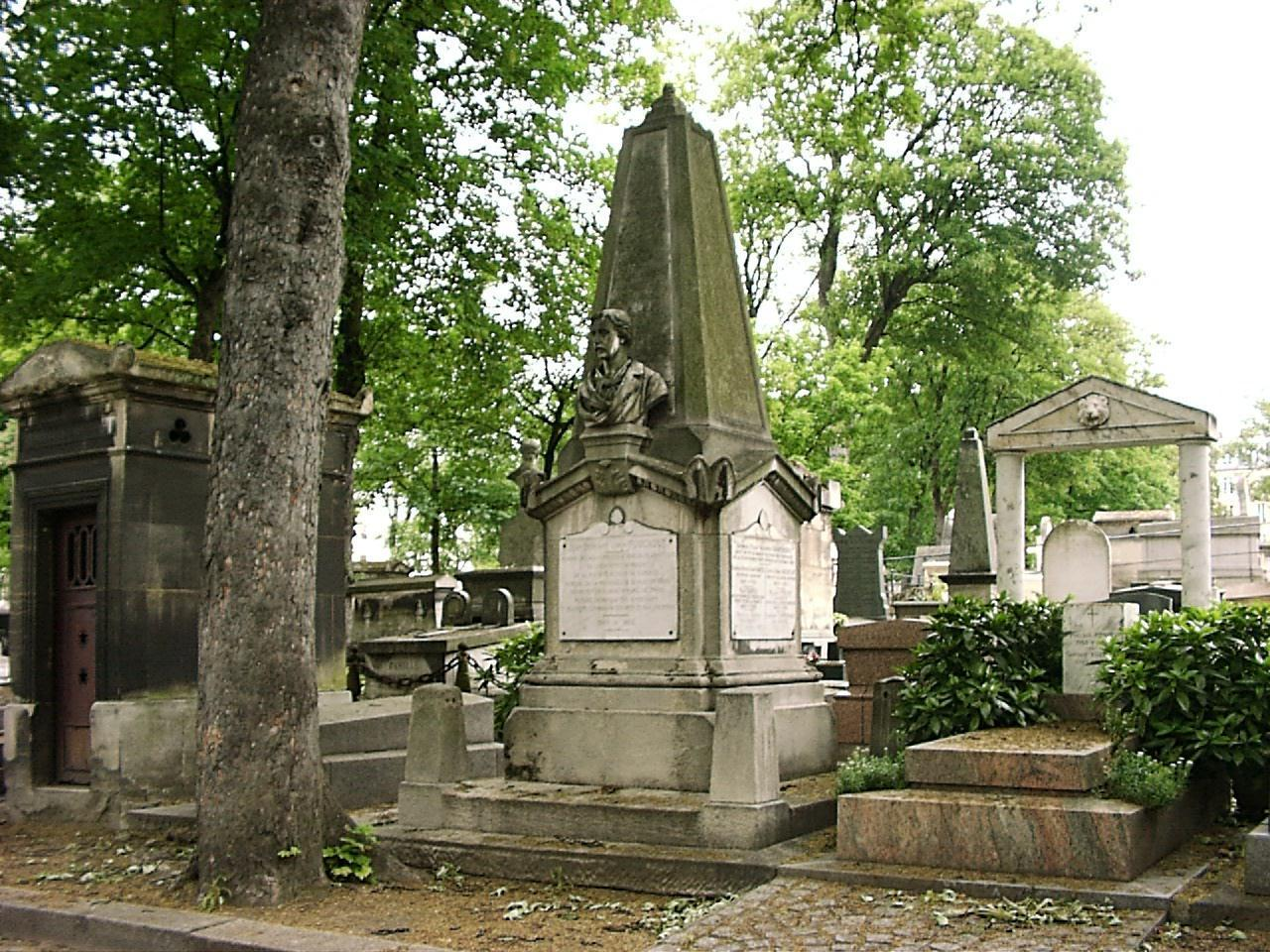
قبر جان برنار ليون فوكو

في 1862، أصبح عضوًا في مكتب المقاييس، وهي هيئة علمية فرنسية مسؤولة عن تطوير الملاحة البحرية والمراقبة الفلكية ووضع معايير لقياس الوقت. وفي هذه السنة أيضًا نال وسام جوقة الشرف. في 1864، أصبح عضوًا في الجمعية الملكية في لندن، وفي السنة التالية، أصبح عضوًا في القسم الميكانيكي من هذه المؤسسة. في 1865، ظهرت أبحاثه المتعلقة بتعديل جهاز قياس السرعة الخاص بجيمس وات، حيث كان يعمل لبعض الوقت على جعل زمن دورانه ثابتًا، وعمل أيضًا على جهاز جديد لضبط الضوء الكهربائي؛ وفي هذا العام أيضًا بين أن العين لن تتأذى عند النظر إلى الشمس من خلال مكبر في حالة وضع رقاقة رفيعة من الفضة على الجانب الخارجي لزجاج المقراب. توجد أبرز أعماله البحثية في Comptes Rendus, 1847—1869. بالقرب من وفاته، عاد إلى اعتناق الكاثوليكية الرومانية التي تركها من قبل.

## وفاته وما بعد ذلك
توفي ليون في 11 فبراير من عام 1868 بعد إصابته بمرض التصلب اللويحي المزمن. اسمه من بين 72 اسمًا منحوتة على برج إيفل.
في 18 سبتمبر من عام 2013م احتفلت جوجل بذكرى مولده الـ 194.

## كتبه
- Volume One - Recueil des travaux scientifiques de Léon Foucault 1878.
- Volume Two - Recueil des travaux scientifiques de Léon Foucault 1878.

## وصلات خارجية
- ليون فوكو على موقع الموسوعة البريطانية (الإنجليزية)
- ليون فوكو على موقع إن إن دي بي (الإنجليزية)